# Ayenia krapovickasii
Ayenia krapovickasii là một loài thực vật có hoa trong họ Cẩm quỳ. Loài này được Cristóbal mô tả khoa học đầu tiên năm 1960.